# The Bride Comes Home
The Bride Comes Home è un film del 1935 diretto da Wesley Ruggles.

## Trama
Dopo il fallimento dell'attività del padre, la squattrinata mondana Jeannette Desmereau (Colbert) lavora con il curatore (Cyrus Anderson, interpretato da MacMurray) e l'editore (Jack Bristow, interpretato da Young) di una rivista. Discutono di amore e di piani per il matrimonio. Tuttavia, quando sembrerebbe che Bristow stia per sposarla, Anderson prepara un piano per riprenderla.
Si tratta di una commedia romantica basata su soldi, malumori e amore.